# Ekstraklasa 2012-2013
L'Ekstraklasa 2012-2013, nota anche come T-Mobile Ekstraklasa 2012-2013 per ragioni di sponsorizzazione, fu l'87ª edizione della massima serie del campionato polacco di calcio, la 79ª edizione nel formato di campionato. La stagione iniziò il 18 agosto 2012 e si concluse il 1º giugno 2013. Il Legia Varsavia vinse il campionato per la nona volta nella sua storia. Capocannoniere del torneo fu Róbert Demjan, attaccante del Podbeskidzie con 24 reti realizzate.

## Stagione

### Novità
Dalla Ekstraklasa 2011-2012 vennero retrocessi in I liga il ŁKS e il KS Cracovia, mentre dalla I liga 2011-2012 vennero promossi il Piast Gliwice e il Pogoń Stettino, rispettivamente classificate al primo e al secondo posto.

### Formula
Le sedici squadre partecipanti si affrontavano in un girone all'italiana con partite di andata e ritorno, per un totale di 30 giornate. La squadra prima classificata era campione di Polonia e si qualificava per il secondo turno della UEFA Champions League 2013-2014, mentre le squadre classificate al secondo e al terzo posto si qualificavano per il secondo turno della UEFA Europa League 2013-2014, assieme alla vincitrice della Coppa di Polonia. Le ultime due classificate venivano retrocesse direttamente in I liga.

## Squadre partecipanti
| Club             | Stagione | Città         | Stadio                            | Stagione precedente      |
| ---------------- | -------- | ------------- | --------------------------------- | ------------------------ |
| GKS Bełchatów    | dettagli | Bełchatów     | Stadion GKS Bełchatów             | 14º posto in Ekstraklasa |
| Górnik Zabrze    | dettagli | Zabrze        | Stadion im. Ernesta Pohla         | 8º posto in Ekstraklasa  |
| Jagiellonia      | dettagli | Białystok     | Stadion Miejski                   | 10º posto in Ekstraklasa |
| Korona Kielce    | dettagli | Kielce        | Stadion Miejski                   | 5º posto in Ekstraklasa  |
| Lech Poznań      | dettagli | Poznań        | Stadion Miejski                   | 4º posto in Ekstraklasa  |
| Lechia Danzica   | dettagli | Danzica       | PGE Arena                         | 13º posto in Ekstraklasa |
| Legia Varsavia   | dettagli | Varsavia      | Pepsi Arena                       | 3º posto in Ekstraklasa  |
| Piast Gliwice    | dettagli | Gliwice       | Stadion Piasta Gliwice            | 1º posto in I liga       |
| Podbeskidzie     | dettagli | Bielsko-Biała | Stadion Miejski                   | 12º posto in Ekstraklasa |
| Pogoń Stettino   | dettagli | Stettino      | Stadion Miejski                   | 2º posto in I liga       |
| Polonia Varsavia | dettagli | Varsavia      | Stadio Polonia                    | 6º posto in Ekstraklasa  |
| Ruch Chorzów     | dettagli | Chorzów       | Stadion Ruchu Chorzów             | 2º posto in Ekstraklasa  |
| Śląsk Breslavia  | dettagli | Breslavia     | Stadion Miejski                   | Campione di Polonia      |
| Widzew Łódź      | dettagli | Łódź          | Stadion im. Ludwika Sobolewskiego | 11º posto in Ekstraklasa |
| Wisła Cracovia   | dettagli | Cracovia      | Stadion Miejski                   | 7º posto in Ekstraklasa  |
| Zagłębie Lubin   | dettagli | Lubin         | Dialog Arena                      | 9º posto in Ekstraklasa  |

## Classifica finale
|  | Pos. | Squadra             | Pt | G  | V  | N  | P  | GF | GS | DR  |
|  | ---- | ------------------- | -- | -- | -- | -- | -- | -- | -- | --- |
|  | 1.   | Legia Varsavia      | 67 | 30 | 20 | 7  | 3  | 59 | 22 | +37 |
|  | 2.   | Lech Poznań         | 61 | 30 | 19 | 4  | 7  | 46 | 22 | +24 |
|  | 3.   | Śląsk Breslavia     | 47 | 30 | 13 | 8  | 9  | 44 | 42 | +2  |
|  | 4.   | Piast Gliwice       | 46 | 30 | 13 | 7  | 10 | 41 | 41 | 0   |
|  | 5.   | Górnik Zabrze       | 43 | 30 | 12 | 7  | 11 | 35 | 31 | +4  |
|  | 6.   | Polonia Varsavia    | 42 | 30 | 11 | 9  | 10 | 45 | 34 | +11 |
|  | 7.   | Wisła Cracovia      | 38 | 30 | 10 | 8  | 12 | 28 | 35 | -7  |
|  | 8.   | Lechia Danzica      | 38 | 30 | 10 | 8  | 12 | 42 | 43 | -1  |
|  | 9.   | Zagłębie Lubin (-3) | 37 | 30 | 11 | 7  | 12 | 38 | 37 | +1  |
|  | 10.  | Jagiellonia         | 37 | 30 | 8  | 13 | 9  | 31 | 45 | -14 |
|  | 11.  | Korona Kielce       | 36 | 30 | 9  | 9  | 12 | 32 | 37 | -5  |
|  | 12.  | Pogoń Stettino      | 35 | 30 | 10 | 5  | 15 | 29 | 39 | -10 |
|  | 13.  | Widzew Łódź         | 33 | 30 | 8  | 9  | 13 | 30 | 41 | -11 |
|  | 14.  | Podbeskidzie        | 32 | 30 | 8  | 8  | 14 | 39 | 43 | -4  |
|  | 15.  | Ruch Chorzów        | 31 | 30 | 8  | 7  | 15 | 35 | 48 | -13 |
|  | 16.  | GKS Bełchatów       | 31 | 30 | 7  | 10 | 13 | 24 | 38 | -14 |

Legenda:
      Campione di Polonia e ammessa alla UEFA Champions League 2013-2014.
      Ammessa alla UEFA Europa League 2013-2014.
      Retrocessa in I liga 2013-2014.
Note:
Tre punti a vittoria, uno a pareggio, zero a sconfitta.
Lo Zagłębie Lubin ha scontato 3 punti di penalizzazione per lo scandalo corruzione nella stagione 2005-2006.

### Risultati
|                  | Beł  | Gór  | Jag  | Kor  | LcP  | LcD  | Leg  | Pia  | Pod  | Pog  | Pol  | Ruc  | Ślą  | Wid  | Wis  | Zag  |
| ---------------- | ---- | ---- | ---- | ---- | ---- | ---- | ---- | ---- | ---- | ---- | ---- | ---- | ---- | ---- | ---- | ---- |
| GKS Bełchatów    | –––– | 2-1  | 1-1  | 1-1  | 0-1  | 1-1  | 0-2  | 1-3  | 2-1  | 0-1  | 0-5  | 2-0  | 0-3  | 1-0  | 0-1  | 0-2  |
| Górnik Zabrze    | 2-0  | –––– | 1-1  | 2-0  | 2-1  | 2-0  | 2-2  | 2-2  | 0-0  | 0-0  | 2-1  | 1-0  | 4-1  | 3-2  | 2-2  | 0-2  |
| Jagiellonia      | 2-2  | 1-1  | –––– | 0-0  | 1-1  | 0-2  | 2-0  | 0-2  | 2-1  | 0-1  | 2-2  | 2-1  | 2-0  | 2-2  | 0-1  | 0-0  |
| Korona Kielce    | 2-1  | 1-0  | 0-1  | –––– | 0-1  | 0-1  | 1-1  | 4-0  | 2-1  | 2-1  | 1-0  | 0-1  | 2-0  | 0-1  | 1-1  | 1-0  |
| Lech Poznań      | 2-0  | 0-0  | 0-2  | 2-1  | –––– | 2-2  | 1-3  | 4-0  | 1-0  | 1-1  | 0-1  | 4-0  | 0-3  | 2-0  | 2-2  | 1-0  |
| Lechia Danzica   | 1-1  | 2-1  | 1-0  | 0-1  | 2-0  | –––– | 1-2  | 1-2  | 2-2  | 2-1  | 1-3  | 1-0  | 2-3  | 2-0  | 0-1  | 2-2  |
| Legia Varsavia   | 1-0  | 0-1  | 1-2  | 4-0  | 2-1  | 1-0  | –––– | 3-2  | 3-1  | 2-1  | 1-1  | 3-0  | 1-0  | 1-0  | 2-1  | 2-2  |
| Piast Gliwice    | 1-0  | 1-2  | 0-1  | 1-0  | 0-1  | 2-1  | 2-2  | –––– | 1-0  | 1-0  | 1-1  | 1-3  | 2-2  | 1-2  | 2-0  | 1-0  |
| Podbeskidzie     | 1-0  | 1-3  | 0-1  | 2-1  | 2-3  | 3-2  | 2-0  | 1-0  | –––– | 2-2  | 0-1  | 1-2  | 1-1  | 2-2  | 1-1  | 1-0  |
| Pogoń Stettino   | 2-2  | 2-1  | 1-1  | 1-0  | 0-1  | 0-2  | 0-3  | 2-2  | 2-0  | –––– | 1-0  | 1-0  | 0-3  | 0-1  | 2-0  | 4-0  |
| Polonia Varsavia | 1-1  | 1-1  | 1-1  | 2-0  | 1-2  | 2-1  | 2-2  | 1-0  | 0-1  | 2-0  | –––– | 2-1  | 1-0  | 3-1  | 0-1  | 0-1  |
| Ruch Chorzów     | 2-1  | 0-0  | 1-1  | 1-1  | 2-0  | 0-1  | 0-1  | 1-0  | 0-1  | 2-0  | 0-1  | –––– | 2-2  | 2-1  | 1-2  | 2-1  |
| Śląsk Wrocław    | 2-1  | 2-1  | 3-3  | 2-0  | 1-0  | 0-1  | 1-0  | 1-3  | 2-1  | 2-2  | 2-1  | 1-0  | –––– | 1-0  | 0-1  | 0-2  |
| Widzew Łódź      | 1-0  | 1-1  | 2-2  | 1-0  | 0-1  | 1-0  | 0-1  | 1-1  | 2-1  | 1-3  | 2-2  | 2-0  | 2-1  | –––– | 1-2  | 1-0  |
| Wisła Cracovia   | 2-1  | 1-3  | 0-0  | 2-2  | 0-1  | 1-0  | 1-0  | 0-1  | 2-1  | 2-2  | 1-3  | 1-0  | 1-0  | 1-1  | –––– | 2-1  |
| Zagłębie Lubin   | 1-0  | 2-1  | 1-0  | 0-1  | 0-1  | 2-2  | 2-2  | 2-1  | 1-2  | 1-0  | 0-1  | 2-1  | 2-2  | 0-1  | 4-1  | –––– |

## Statistiche

### Classifica marcatori
Fonte: 90minut.pl
| Gol |  |  | Giocatore            | Squadra                                  |
| --- |  |  | -------------------- | ---------------------------------------- |
| 14  |  |  | Róbert Demjan        | Podbeskidzie                             |
| 12  |  |  | Vladimer Dvalishvili | Polonia Varsavia (7), Legia Varsavia (5) |
| 12  |  |  | Danijel Ljuboja      | Legia Varsavia                           |
| 11  |  |  | Michal Papadopulos   | Zagłębie Lubin                           |
| 11  |  |  | Bartosz Ślusarski    | Lech Poznań                              |
| 10  |  |  | Marek Saganowski     | Legia Varsavia                           |
| 9   |  |  | Maciej Korzym        | Korona Kielce                            |
| 9   |  |  | Jakub Kosecki        | Legia Varsavia                           |
| 9   |  |  | Abdou Razack Traoré  | Lechia Danzica                           |
| 8   |  |  | Łukasz Broź          | Widzew Łódź                              |
| 8   |  |  | Piotr Ćwielong       | Śląsk Breslavia                          |
| 8   |  |  | Szymon Pawłowski     | Zagłębie Lubin                           |